# Sibelius (software)
Sibelius é um programa de computador, do tipo shareware, de edição de partituras e notação musical, produzido pela AVID. que oferece ferramentas para: criar, gravar, editar, imprimir e reproduzir as suas próprias partituras na notação musical básica. Considerado um dos principais programas do ramo.
O nome do programa é uma homenagem ao compositor Jean Sibelius.

## Sistemas
Há versões para os sistemas Microsoft Windows e Mac OS. Sendo considerado um dos editores de partitura mais populares para computador.

## Funções
É versátil e permite uso além da notação tradicional, de outras formas mais complexas de notação usadas na música contemporânea. As partituras usam o sistema midi, permitindo, salvamento das partituras com a extensão *.mid e reprodução nos instrumentos sintetizadores. Além de editar é possível, ainda, digitalizar partituras impressas para editá-las, bem como gerar partituras a partir de um teclado via conexão midi ligado ao áudio do computador. Além de possuir suporte a plugins no software.
Existem também a versão lite do Sibelius, com preço mais acessível porém com menos recursos.